# Jardinet de la Rue-de-l'Amiral-Mouchez
Le jardinet de la Rue-de-l'Amiral-Mouchez est un espace vert du 14e arrondissement de Paris, en France.

## Situation et accès
Le jardin occupe l'angle formé par l'intersection de la rue Liard et de la rue de l'Amiral-Mouchez (au niveau du no 74 de celle-ci), dans le sud-est du 14e arrondissement de Paris, à proximité immédiate du 13e arrondissement. Le parc Montsouris est accessible à une vingtaine de mètres vers l'ouest, par la rue Liard.
Le jardin est situé au-dessus des rails de l'ancienne ligne de Petite Ceinture, dont les voies sont visibles en contrebas, immédiatement à l'ouest.
Il est desservi par la ligne 6 à la station Corvisart.

## Origine du nom
Il doit son nom à la proximité de la rue de l'Amiral-Mouchez, qui doit son nom à l'amiral et astronome français Ernest Mouchez (1821-1892), qui fut le directeur de l'Observatoire de Paris.

## Historique
Le jardin est créé en 1950. Il a porté le nom de la rue Liard, qu'il borde sur un côté.

## Caractéristiques

### Généralités
Le jardin prend une forme rectangulaire, dont l'angle sud-est est biseauté. Hormis de ce côté, il possède de la végétation sur son pourtour. Son sol est recouvert de macadam et un banc est situé en son centre.
Avec 177 m2, le jardinet est le plus petit espace vert du 14e arrondissement. Sur la totalité de Paris, seuls le jardin Alice-Saunier-Seïté, le jardin Pihet-Bellay, le jardinet de la Rue-des-Ursins et le jardin Emmi-Pickler sont plus petits.

### Espèces végétales
Le jardin possède un paulownia et un catalpa.